# 瑟德
瑟德，是匈牙利佩斯州所辖的一个村。总面积15.76平方公里，总人口3297，人口密度209.2人/平方公里（2011年1月1日）。